# شمالية (الرقة)
شمالية قرية سورية تتبع ناحية مركز تل ابيض في منطقة تل أبيض في محافظة الرقة. بلغ عدد سكانها 167 نسمة في عام 2004 حسب إحصاء المكتب المركزي للإحصاء.